# American Journal of Science, and Arts
American Journal of Science, and Arts (abreviado Amer. J. Sci. Arts) fue una revista ilustrada con descripciones botánicas que fue editada  en los Estados Unidos en New Haven. Se publicaron los números 2 al 118 en los años 1820-1879. Fue precedido y reemplazado por American Journal of Science.

## Publicaciones
También numerado en series;
- ser. 1, vols. 2-50(-118), 1820-1845 [v. 51- son ser. 2 & 3]
- ser. 2, vols. 1-50; 1846-1870
- ser. 3, vols. 1-18; 1871-1895
- ser. 4, vols. 1-30, 1896-1910